# Luz María Chapela
Luz María Chapela (Ciudad de México, 17 de mayo de 1945-22 de agosto de 2015) fue escritora, maestra, funcionaria pública, promotora de lectura y creadora de diversos modelos educativos para el desarrollo comunitario y cultural de México.

## Biografía
Nació el 17 de mayo de 1945 en la Ciudad de México. Estudió biología, educación Montessori, sociología y semiología, fue funcionaria. Ha sido profesora de grupo en educación inicial, educación primaria y educación secundaria.
Fue promotora de la lectura y consultora del Unicef, donde colaboró por más de 20 años.[cita requerida]
En La Habana, también como consultora de UNICEF, colaboró con el Ministerio de Educación de Cuba para el diseño del programa Educa a tu Hijo.[cita requerida]
Publicó más de 150 libros educativos y de educación indígena. Entre ellos se destacan los dos libros mexicanos de texto gratuitos llamados Integrados, vigentes desde 1993 hasta 2011 en México, de los que la Secretaría de Educación Pública de México publicó más de 6 millones de ejemplares cada año. Falleció el 22 de agosto de 2015 a los 70 años.

## Publicaciones
Otros de sus libros destacados son:
- 1988, El maguey enamorado
- 1988, Amapolita
- 1988, O correio. História de umas cartas
- 1887, Testimonios tabasqueños
- 1991, Vivo en Tlaxcala
- 1989, Querido Sebastián
- 1992, Oye… ¿te cuento un cuento?
- 1999, La casa del caracol
- 1999, La casa de todas las voces
- 2002, El juego en la escuela
- 2003, Álbum de familia
- 2004, El sótano de las golondrinas
- 2005, Bichos
- 2005, Relaciones interculturales. Cuaderno de trabajo[5]
- 2006, Los muchos significados de las cosas[6]
- 2006, Percute tu atabal[7]
- 2006, Tau, el padre sol[8]
- 2006,  12 Cuadernillos culturales de la Serie Ventana a mi Comunidad (disponible en Google Books)
- 2007, Saberes en movimiento. Reflexiones en torno a la educación]]
- 2007, El pueblo wixárika y sus dioses
- 2008, El nacimiento del bejuco
- 2009, ¡Qué susto!
- 2013, Ahora ¡Abracadabra